# Foreca
Foreca Ltd är ett privatägt finländskt väderprognosföretag, med säte i Helsingfors-området. Bland de största kunderna räknas Microsoft och svenska Trafikverket. Foreca säljer även väderprognoser till den svenska vädersajten Klart.se.
Företaget har ett dotterbolag med kontor i Sollentuna, Sverige och utöver huvudkontoret i Esbo, Finland.
Foreca vann Väder-SM 2015.

## Historia
Foreca startades 1996 som Weather Service Finland. Namnet ändrades 2001 till Foreca för att kunna expandera internationellt. 